# بلاي غراوند غيمز
بلاي غراوند غيمز (بالإنجليزية: Playground Games)‏ ، هي شركة بريطانية تهدف بصناعة وتطوير ألعاب الفيديو، وأشتهرت بإنتاج وتطوير سلسلة ألعاب فورزا هاريزون التي تتعلق بسباق السيارات، وهي من نشر شركة مايكروسوفت ستوديوز الأمريكية، أسست سنة 2010م في إنجلترا بالمملكة المتحدة.